# Ofeq–8
Ofeq–8 izraeli harmadik generációs optikai felderítő műhold.

## Küldetés
Feladata fotó technikájának, elektronikájának (éjszakai felderítés lehetősége) segítségével felderítő adatszolgáltatás végzése, csekély jellegű kutatási szolgáltatással.

## Jellemzői
Gyártotta az Israel Aircraft Industries Ltd. (IAI), az Elbit Systems El- Op valamint az Izraeli Űrügynökség (ISA), üzemeltette a Hadsereg. Az izraeli flotta segíti a folyamatos adatgyűjtést.
Megnevezései: Ofeq; Offek; Ofek (héberül: 8אופק; Horizont); TecSAR (Technology Demonstration Satellite with Synthetic Aperture Radar); Polaris; COSPAR: 2008-002A; SATCAT kódja: 32476.
2008. január 21-én a Sriharikota központi űrrakéta bázisról egy PSLV hordozórakétával állították alacsony Föld körüli pályára (LEO = Low-Earth Orbit). Az orbitális pályája 94,50 perces, 41 fokos hajlásszögű, elliptikus pálya perigeuma 405 kilométer, az apogeuma 580 kilométer volt.
Az űreszköz formája egy szabálytalan nyolcszögletű prizma, építési anyaga alumínium. Giroszkóppal háromtengelyesen forgás stabilizált egység (0,1 fok). Magassága 2,4, alaplapjának átmérője 1,2, fedőlapjának átmérője 0,7 méter, Tömege 260 kilogramm. Felderítő feladatán túl a Föld mágneses mezejét mérte. Ultraibolya, látható képalkotó (képalkotó felbontás, 1 méter) érzékelőkkel, valamint magnetométerrel volt felszerelve. Tervezett szolgálati ideje 5-8 év. Telemetria rendszere antennái segítségével biztosította a kapcsolattartást, adatszolgáltatást. Az űreszköz felületét napelemek (16 darab) borították (kinyúló távolságuk 3,6 méter, leadott energiája 750 W), éjszakai (földárnyék) energia ellátását újratölthető nikkel-kadmium akkumulátorok (7 Ah) biztosították. A stabilitást, a pályamagasság tartását gázfúvókákkal segítették.